# Giovanni Tadolini
Giovanni Tadolini (Bolonya, 18 d'octubre de 1789 – 29 de novembre de 1872) fou un compositor italià.
Deixeble de Mattei i Babini, va fer tant ràpids progressos que als disset anys fou contractat per a succeir a Giuseppe Mosca com acompanyant de piano i mestre de cors del Teatre Italià de París del què n'era director Gaspare Spontini, i on va tenir molts alumnes entre ells la soprano anglesa Anna Thillon i l'alemanya Sabine Heinefetter. Tornà a Itàlia el 1814. Poc temps després va estrenar a Venècia l'òpera La Fata Alcina, que fou cantada per Rubini, Zamboni i la Marcolini, i assolí un èxit brillant, com d'altres que feu representar més tard. El 1830 tornà a París amb el mateix càrrec que havia desenvolupat abans, en el que hi va romandre nou anys. Després s'establí a la seva ciutat natal.
A part de la ja mencionada va compondre les òperes:
- La principesa di Navarra (Bolonya, 1816);
- Il credulo deluso (Roma, 1817);
- Tamerlano (Roma, 1818);
- Il finto molinaro (Roma, 1820);
- Moctur (Bolonya, 1824);
- Mitridate (Venècia, 1826);
- Almanzor (Trieste, 1827) així com nombroses cantates, romances, etc.